# Aek Manyuruk
Aek Manyuruk is een bestuurslaag in het regentschap Mandailing Natal van de provincie Noord-Sumatra, Indonesië. Aek Manyuruk telt 1021 inwoners (volkstelling 2010).